# Anthony Coullet
Anthony Coullet (n. 10 ianuarie 1997) este un halterofil ce a reprezentat Franța. A participat la competiții asociate Jocurilor Olimpice în care a câștigat o medalie de bronz.

## Participări
Lista de mai jos prezintă principalele competiții la care a participat Anthony Coullet de-a lungul carierei.
- weightlifting at the 2014 Summer Youth Olympics[*]